# Rangitane (Schiff, 1949)
Die Rangitane (II) war ein 1950 in Dienst gestelltes Passagierschiff der britischen New Zealand Shipping Company für den Liniendienst nach Neuseeland. Sie blieb für die Reederei bis 1968 im Einsatz und fuhr anschließend noch sieben weitere Jahre lang als Oriental Esmeralda. 1976 ging das Schiff zum Abbruch nach Taiwan.

## Geschichte
Die Rangitane entstand unter der Baunummer 648 in der Werft von John Brown & Company in Clydebank und lief am 30. Juni 1949 vom Stapel. Nach ihrer Ablieferung an die New Zealand Shipping Company am 15. Dezember 1949 nahm sie am 27. Januar 1950 den Liniendienst von London nach Neuseeland auf. Sie ergänzte hierbei ihr bereits im August 1949 in Dienst gestelltes, bei Vickers-Armstrongs erbautes Schwesterschiff Rangitoto.
Am 8. März 1951 lief die Rangitane vor Terneuzen auf Grund und musste von Schleppern freigezogen werden. Im Dezember 1952 brach im Hafen von Auckland ein Brand in einem der Laderäume des Schiffes aus. Ein weiterer Vorfall ereignete sich im Oktober 1959, als es im Panamakanal mit dem unter US-amerikanischer Flagge stehenden Frachter Hawaiian Tourist kollidierte. Der Schaden hierbei blieb jedoch gering und konnte innerhalb von nur vier Tagen repariert werden.
Am 30. März 1968 verließ die Rangitane zum letzten Mal Auckland in Richtung London und wurde anschließend ausgemustert. Im Mai desselben Jahres ging das Schiff unter dem Namen Jan zum Abbruch nach Kaohsiung auf Taiwan, wechselte dort jedoch abermals den Besitzer und kehrte Mitte 1969 als Oriental Esmeralda unter Bereederung der Orient Overseas Line für Weltreisen in den Dienst zurück.
Am 10. Februar 1976 wurde die Oriental Esmeralda nach insgesamt 26 Dienstjahren ausgemustert und erneut zum Abbruch nach Kaohsiung verkauft, wo sie am 13. April 1976 eintraf. Der Abbruch des Schiffes begann am 21. Juni desselben Jahres.